# دوري الدرجة الأولى البوتاني
دوري الدرجة الأولى البوتاني (بالإنجليزية: A-Division)‏ هو دوري الدرجة الممتازة في بوتان وينظم من قبل اتحاد بوتان لكرة القدم. حامل اللقب الحالي هو نادي ييدزين في حين أكثر فريق تتويجاً هو دروك بول بثمان مرات. ينال الفائز حق المشاركة في بطولة كأس رئيس الاتحاد الآسيوي. تم تأسيس المسابقة في عام 1986 ويشارك بها 8 أندية.

## وصلات خارجية
- جدول الترتيب على موقع الفيفا